# Niddatal
Niddatal település Németországban, Hessen tartományban. Lakosainak száma 10 059 fő (2023. december 31.).

## Népesség
A település népességének változása:
| Lakosok száma | 9258 | 9533 | 9786 | 9925 | 9988 | 10 059 |
|               | 2014 | 2017 | 2019 | 2021 | 2022 | 2023   |